# Parque Italia
El Parque Italia es un área verde ubicado en el barrio El Almendral de la ciudad chilena de Valparaíso.
Recibe su nombre por la colonia italiana residente en la ciudad, estableciéndose en la década de 1930 la Loba Capitolina, estatua de Rómulo y Remo amamantando de la loba Luperca, reforzando los lazos entre la ciudad de Valparaíso y el país europeo. 
El parque se encuentra adyacente a las avenidas Pedro Montt e Independencia, dos importantes vías que comunican el centro de la ciudad con los barrios y cerros ubicados al oriente y sur. A finales de la inicios de 1970, el parque sirvió como punto de reunión social ya que los candidatos de las elecciones presidenciales de 1970 concentraban una enorme cantidad de público en el escenario ubicado en la esquina nororiental. 
Tras el retorno de la democracia, el Parque Italia se transformó en un punto de reunión social de los estudiantes de escuelas y liceos cercanos y fue foco de enfrentamientos entre manifestantes y Carabineros durante las protestas de 2001, 2006, 2008, 2011, 2012,  2015, 2018 y 2019. El parque ha servido como punto social de conmemoración de diferentes hitos como el triunfo de eventos deportivos del equipo de fútbol local o nacional, la muerte de Fidel Castro o el triunfo del apruebo en el plebiscito del 2020.

## Historia

### Jardín Abadie (años 1850 - 1870)
El francés Pablo Abadie, radicado en Chile, arrendó una propiedad a Jorge Tomás Davis, socio de la casa comercial Guillermo Gibbs y Cía, y plantó en ella perales, ciruelos, damascos, cerezos, duraznos, nísperos del Japón, higueras, limoneros, espárragos y diversos tipos de flores, plantas y arbustos.[cita requerida] En los años 1850, su Jardín Abadie era un famoso centro social privado, que ofrecía promenade concerts, conciertos musicales y paseos dominicales para gozo de la alta sociedad porteña.
El jardín, ubicado en una esquina de terreno municipal, tenía una gran reja perimetral, que protegía las plantaciones que se cultivaban en su interior. En otra esquina estaba la residencia del industrial español Fernando Rioja.

### Jardín Municipal (1870 - 1912)
En 1870, durante el período de la intendencia provincial de Francisco Echaurren, el jardín y otros sitios adyacentes fueron comprados por la Municipalidad de Valparaíso, para destinarlos a uso público. Así nació el Jardín Municipal, aunque también se le conoció como Parque Municipal o Jardín Victoria.[cita requerida]
En 1875, para la conservación de sus jardines, se instaló un sistema de riego mecanizado con motor a vapor. Durante todo el resto del siglo XIX, fue un paseo muy frecuentado por los habitantes de la ciudad. Hacia 1885, se incorporaron al jardín cuatro mil nuevas flores de diversas especies, incluyendo varios tipos de rosas obsequiadas por vecinos de Viña del Mar, Quillota y Limache, así como pelargonios y dalias. El parque también recibió importantes donaciones de Juana Ross Edwards, Juan Walker Martínez, A. de Uriondo, Rafael Barazarte, Carlos Waddington y Nicólas Otaegui. Las remodelaciones se atribuyen a Manuel Montt Toro y José Miguel Rodríguez Velasco, quienes dirigieron personalmente los trabajos.
Al año siguiente continuaron las obras de mejoras. Se abonaron los cuadros del jardín y se les dio forma de lomo de toro, para lucir mejor las flores. Se incorporó más flora exótica, como papiros y bambúes, alcanfores, claveles y más dalias, así como también nardos que incluso seguían floreciendo junto a otras plantas en pleno otoño, en el mes de abril.
En 1889 se realizaron trabajos complementarios, que incluyeron enladrillar sus avenidas y hermosear sus prados laterales. Por entonces, el jardín fue el paseo favorito de la sociedad porteña. Sin embargo, hacia 1892 su encanto fue decayendo, producto de los continuos robos de flores del vecindario y los mismos guardianes. Para entonces, el jardín era mantenido por un guardián, un mayordomo, diez regadores y limpiadores.
Tras el terremoto de Valparaíso de 1906, el jardín debió ser remodelado. Producto del terremoto, Fernando Rioja dejó su residencia en la esquina del parque, la cual fue abandonada y serviría durante diversos períodos para varios fines: por un tiempo, para Municipalidad de Valparaíso, luego para el Club Valparaíso, la Beneficencia Pública, el Museo Naval, el Deportivo Naval, y por último, la Liga de Sociedades Mutualistas. Posteriormente, la plaza recibió las estatuas de mármol que decoraban el destruido Teatro Victoria.[cita requerida]

### Jardín General Cruz (1912 - 1922)
En 1912 se le llamó Jardín General Cruz. En 1918, el Jardín cede terrenos para construir en su lado oriente la calle General Cruz.[cita requerida]

### Parque Italia (1922 - actualidad)

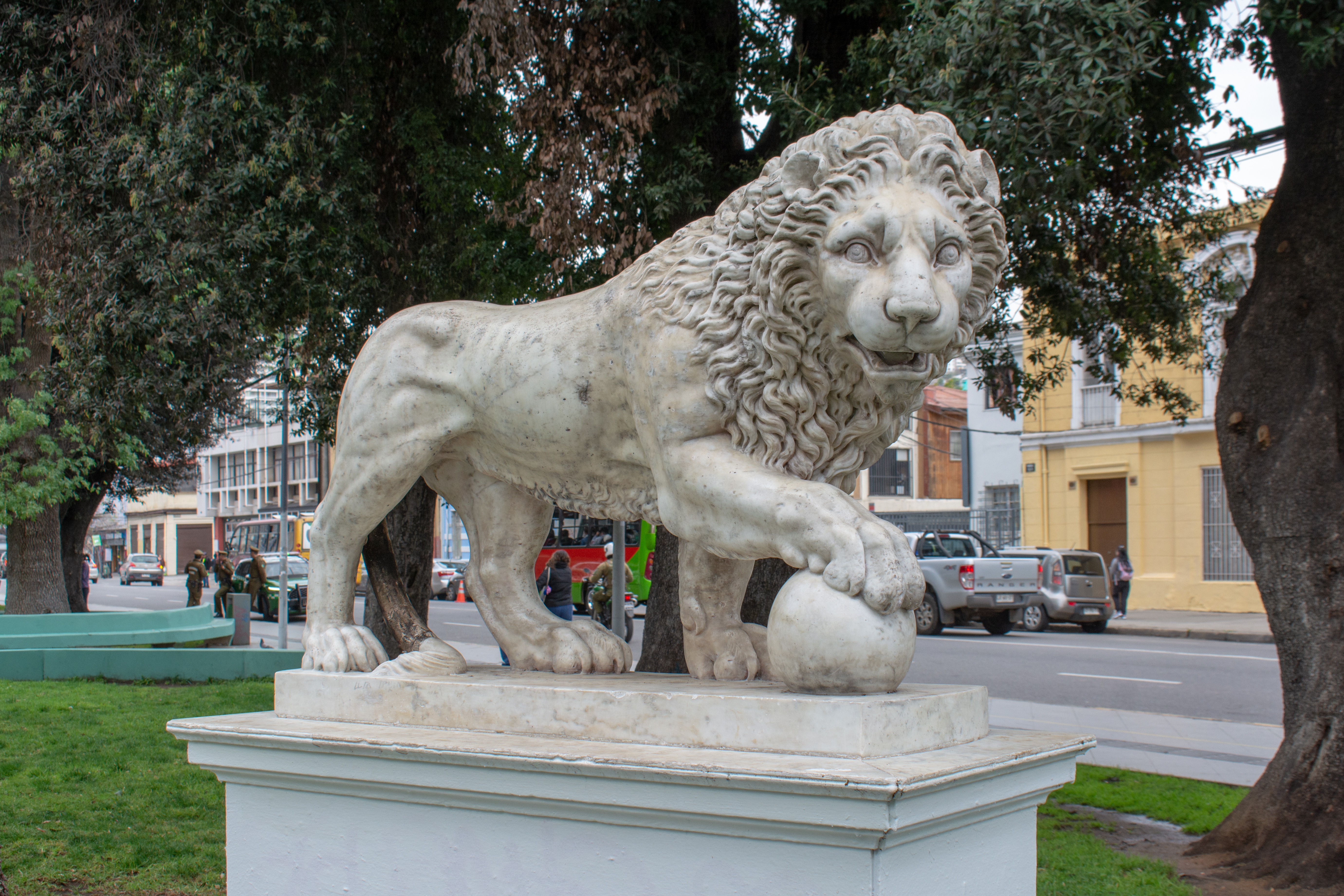
Estatua del parque en 2023

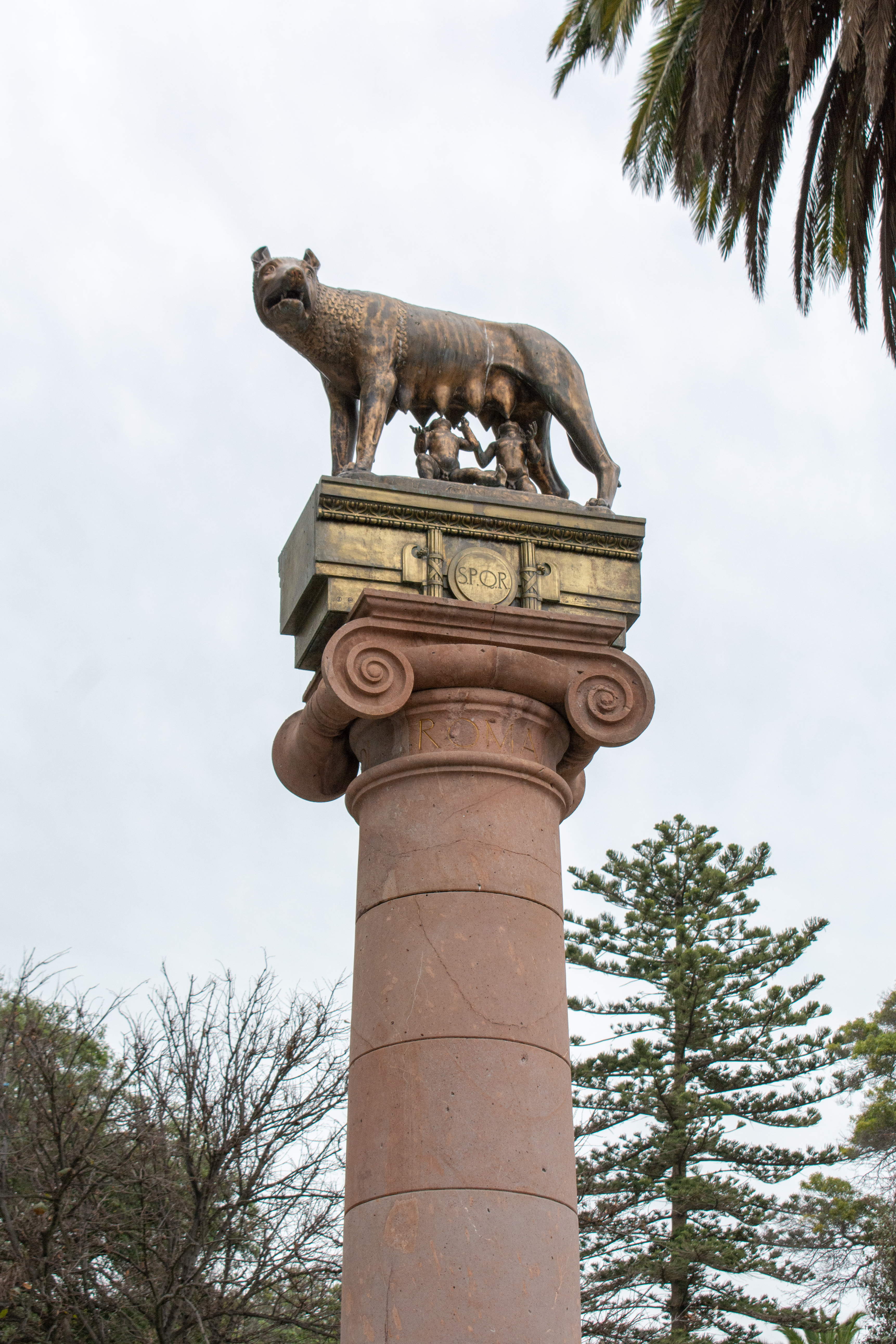
Loba Capitolina alimentando a Rómulo y Remo.

En sesión extraordinaria de la Ilustre Municipalidad, el 10 de mayo de 1922 se cambió el nombre del Parque Municipal a Parque Italia, como homenaje al General Caviglia, quien visitó la ciudad al día siguiente.
El nuevo parque se construyó con áreas verdes, juegos infantiles, un laberinto para niños y un escenario para actos públicos. Su característico cerco perimetral fue demolido el 25 de marzo de 1930. La casona, que fuera originalmente la residencia de Fernando Rioja y utilizada más de un siglo atrás para realizar los promenade concerts, fue utilizada como Museo Naval, entre otros usos.
Sin embargo, el terremoto de Algarrobo de 1985 dejó inutilizable este museo. Ese mismo año, un incendió destruyó por completo el edificio utilizado por la Liga de Sociedades Mutualistas. El terreno fue vendido al municipio por 12 millones de pesos de la época. La casona del Museo Naval se demolió dos años después. Desde entonces el parque se fue abandonando y deteriorando, y durante los años 1990 lucía un aspecto descuidado y se volvió peligroso transitar por ahí durante las tardes y noches, debido a su mala iluminación.
En el 2000 el parque fue remodelado y embaldosado. Durante esta misma década, el parque estuvo deteriorado y abandonado. Sus estatuas fueron robadas o bien destruidas, no habían bancos para sentarse y su mantenimiento era deficiente.
En 2014 se proyectó una remodelación del parque con un presupuesto de más de mil millones de pesos, que incluía la reposición de su enrejado perimetral, replicando la experiencia de la Plaza Yungay del cerro Yungay. Las obras iniciaron el 30 de marzo de 2016, contemplando nuevos senderos, recambio de especies arbóreas, mobiliario urbano y juegos infantiles, entre otras mejoras. Pese a que los trabajos finalizaron en noviembre del mismo año y fueron entregados a la municipalidad en enero de 2017, la inauguración se efectuó el 20 de junio del mismo año.

## Plaza del Pueblo Salvador Allende
El escenario ubicado junto al Parque Italia, en el cruce de la Avenida Pedro Montt y calle Victoria, fue inaugurado el 23 de diciembre de 1970 por el recientemente elegido presidente Salvador Allende como Plaza del Pueblo.
Durante la dictadura militar de Augusto Pinochet, se le dio el nombre de Plaza 11 de Septiembre. El 26 de junio de 2008, la plaza-escenario volvió a ser rebautizada bajo el nombre de Plaza del Pueblo Salvador Allende.